# Classica Aldeias do Xisto 2017
Classica Aldeias do Xisto 2017 var den 1. udgave af cykelløbet Classica Aldeias do Xisto. Løbet var en del af UCI Europe Tour-kalenderen og blev arrangeret 12. marts 2017. Løbet blev vundet af spanske Vicente García de Mateos fra Louletano-Hospital de Loulé.

## Hold og ryttere
| UCI Kontinentalhold (6)- Louletano-Hospital de Loulé - Sporting-Tavira - Sparebanken Sør - Efapel - W52-FC Porto - LA Alumínios-Metalusa-BlackJack |
| |

## Resultater
| \| Samlede stilling \| Samlede stilling \| Samlede stilling \| Samlede stilling \| Samlede stilling \| \| Rytter \| Rytter \| Hold \| Tid \| \| \| ---------------- \| ------------------------ \| ------------------------------- \| ---------------- \| ---------------- \| \| 1. \| Vicente García de Mateos \| Louletano-Hospital de Loulé \| 3t 58' 34" \| \| \| 2. \| Rinaldo Nocentini \| Sporting-Tavira \| + 12" \| \| \| 3. \| Andreas Vangstad \| Sparebanken Sør \| + 15" \| \| \| 4. \| Sérgio Paulinho \| Efapel \| + 21" \| \| \| 5. \| Amaro Antunes \| W52-FC Porto \| + 21" \| \| \| 6. \| Joni Brandão \| Sporting-Tavira \| + 24" \| \| \| 7. \| André Cardoso \| Trek-Segafredo \| + 27" \| \| \| 8. \| Edgar Pinto \| LA Aluminios-Metalusa-BlackJack \| + 29" \| \| \| 9. \| Frederico Figueiredo \| Sporting-Tavira \| + 29" \| \| \| 10. \| Tiago Machado \| Katusha-Alpecin \| + 29" \| \| |                          |                                 |            |
| |                          |                                 |            |
| Kilde: ProCyclingStats |                          |                                 |            |
| Samlede stilling |                          |                                 |            |
| Rytter | Rytter                   | Hold                            | Tid        |
| 1. | Vicente García de Mateos | Louletano-Hospital de Loulé     | 3t 58' 34" |
| 2. | Rinaldo Nocentini        | Sporting-Tavira                 | + 12"      |
| 3. | Andreas Vangstad         | Sparebanken Sør                 | + 15"      |
| 4. | Sérgio Paulinho          | Efapel                          | + 21"      |
| 5. | Amaro Antunes            | W52-FC Porto                    | + 21"      |
| 6. | Joni Brandão             | Sporting-Tavira                 | + 24"      |
| 7. | André Cardoso            | Trek-Segafredo                  | + 27"      |
| 8. | Edgar Pinto              | LA Aluminios-Metalusa-BlackJack | + 29"      |
| 9. | Frederico Figueiredo     | Sporting-Tavira                 | + 29"      |
| 10. | Tiago Machado            | Katusha-Alpecin                 | + 29"      |